# أساطير تشيما
اساطير تشيما أو اساطير چيما (بالانجليزية: Legends of chima) هو مسلسل كارتون ثلاثي الابعاد مستوحى من سلسلة العاب ليغو لجندز أُف تشيما (بالانجليزية: Lego legends of chima) من إنتاج شركة ليغو عرض على قناة كرتون نتورك. بث الكرتون لأول مرة بحلقتين في 16 يناير 2013 وعرضت اخر حلقة من السيزن أو الموسم الأول في 5 ديسمبر 2013. تبع الموسم الأول موسمان اخران، حيث عرض الموسم الثاني لأول مرة في 15 مارس 2014 وانتهت حلقاته في 19 أبريل من نفس العام، تبعه الموسم الاخير الذي عرض لأول مرة في 9 أغسطس 2014 وانتهى عرضه في 22 نوفمبر 2014. أول بث للسلسة على كرتون نتورك بالعربية كان في عام 2014 واخر بث كان في 2015 على القناتين.

## القصة
في يوم من الايام ظهر جبل عظيم تخرج منه شلالات ماؤها يحوي طاقة سحرية بفعل هذه الطاقة تحولت حيوانات مملكة تشيما التي شربت من الشلال من حيوانات عادية تمشي على أربع إلى حيوانات محنكة شبيهة بالبشر. لتحدث بين هذه الحيوانات التي تقسمت إلى قبائل مغامرات وصراعات شيقة. تقسمت الحيوانات إلى عدة قبائل ومنها قبائل الأسود والنسور والغربان والتماسيح والذئاب والدببة والكركدنيات والغورلات والعناكب والقنادس والعقارب والخفافيش والسمايلودونات والماموث والفينيكسيات والنمور والفهود والدببة القطبية بالإضافة إلى قبائل أخرى.

## وصلات خارجية
- أساطير تشيما على موقع IMDb (الإنجليزية)
- أساطير تشيما على موقع روتن توميتوز (الإنجليزية)
- أساطير تشيما على موقع كينوبويسك (الروسية)
- أساطير تشيما على موقع قاعدة بيانات الفيلم (الإنجليزية)